# Diamysis bahirensis
Diamysis bahirensis är en kräftdjursart som först beskrevs av Georg Ossian Sars 1877.  Diamysis bahirensis ingår i släktet Diamysis och familjen Mysidae.

## Underarter
Arten delas in i följande underarter:
- D. b. sirbonica
- D. b. hebraica
- D. b. bahirensis